# はちみつレモン
はちみつレモンは1980年代から1990年代にかけて流行した、ハチミツとレモン果汁を使用した清涼飲料水。また、その先発商品であるサントリーフーズ（サントリー食品インターナショナル、以下サントリー）の商品。

## 概要
レモン果汁にハチミツなどで甘みをつけた清涼飲料水は、もともと欧米ではレモネードとして広く親しまれていたが、日本ではほとんど飲まれていなかった。「はちみつレモン」はレモネードとほぼ同様のブレンドであるが、冬場のホット飲料としてサントリーが1986年9月に発売した。
発売後、さわやかな味と健康的なイメージから、むしろ夏場やスポーツ後の清涼飲料として人気が急上昇、サントリーのコミカルなCMもあり1989年にブームはピークに達する。この年の出荷量はサントリーフーズだけで1500万ケース出荷という大ヒットとなった。
ちなみに、姉妹品として「はちみつ梅」（のちに「はちみつうめ」と改称）、「はちみつアップル」「はちみつアップルサイダー」、そしてのちに「はちみつレモン」と同時復刻（後述）する「はちみつレモンサイダー」が存在する。
予想外のブームとなったが、「はちみつ」と「レモン」という原材料名を組み合せただけの商品名は商標登録を拒否される（「はちみつレモン」自体は、後にバンダイがおもちゃ等の分類で商標登録）。一般名詞化した「はちみつレモン」市場にはキリンビバレッジ（以下キリン）やカルピス、ポッカコーポレーション（現：ポッカサッポロフード&ビバレッジ）などの有名企業から零細業者まで、延べ百数社が参入するという激しい競争となった。
ブームはその後数年で収束し、数十社がひしめき合うという競争の激しさもあって、2000年にサントリーは「はちみつレモン」を同社の主力果汁飲料なっちゃんシリーズに統合することでこの市場から撤退することとなった。この「なっちゃん はちみつレモン」も2003年4月をもって販売を終了している。
なお、ハチミツにレモンの輪切りを漬け込んだものを瓶詰めにした物を「はちみつレモンの素」と称して販売している中小養蜂業者等も存在する。
キリンは2007年5月8日に「キリン 世界のKitchenから ピール漬けハチミツレモン」を発売し、はちみつレモンを復活させた。
自動販売機では見かけることは少ないものの、上記の「キリン 世界のKitchenから ピール漬けハチミツレモン」の他、サンガリアが自社の自販機で主にペットボトル製品を販売し続けている。また、ディスカウントストアなどでも零細業者のものが販売されていることもある。
2011年10月4日にサントリーが全国でペットボトル入りの商品として復刻販売を開始。同じく復刻販売の「はちみつレモンサイダー」と共に再ヒット商品となる。。そして、2012年6月19日に新商品「夏のはちみつレモン」を期間限定で販売を開始する。通常のはちみつレモンに夏場の熱中症対策として塩を加えたものである。
上記の2011年の再ヒット以降は再び定番商品となり販売が続いており、「夏のはちみつレモン」も「塩のはちみつレモン」へ改称され毎年夏期限定で販売され続けている。

## 書籍
- 阿部芳久、渡部広明（イラスト）『はちみつレモンでバトンタッチ』中央法規出版、1995年10月。ISBN 978-4805814307。

児童書。作中に「はちみつレモン」の空き缶を常に持ち歩く児童が登場する。